# واسلویی
شهر واسلویی (رومانیایی: Vaslui؛ ‏ تلفظ رومانیایی: [vasˈluj]) در شهرستان واسلویی در کشور رومانی واقع شده‌است. جمعیت این شهر ۷۰٬۲۶۷ نفر است.